# Дольхетта, Хосе Луис
Хосе Луис Дольхетта (исп. José Luis Dolgetta; 1 августа 1970, Валенсия — 31 октября 2023, Гуаякиль) — венесуэльский футболист, нападающий, тренер. Выступал за сборную Венесуэлы.

## Биография

### Клубная карьера
Начал играть на взрослом уровне в 1990 году за клуб «Валенсия» из своего родного города. Затем сменил несколько клубов в Венесуэле. Становился лучшим бомбардиром национального чемпионата в сезонах 1995/96 (22 гола) и 1997/98 (22 гола).
В 2000 году играл в Эквадоре за «Текнико Университарио», затем вернулся на родину. В возрасте 31 год завершил игровую карьеру.

### Карьера в сборной
С 1993 года выступал за сборную Венесуэлы. На Кубке Америки 1993 года стал лучшим бомбардиром турнира, забив 4 гола в трёх матчах — по одному в ворота Эквадора (1:6) и Уругвая (2:2), и сделал дубль в ворота США (3:3). Его команда не смогла выйти из группы.
На следующем Кубке Америки, в 1995 году, забил два гола — в ворота Уругвая (1:4) и Парагвая (2:3), его команда проиграла все три матча. С шестью голами является лучшим бомбардиром сборной Венесуэлы в Кубках Америки.
Последние матчи за сборную сыграл в 1997 году. Всего на счету форварда 22 матча и 6 голов за национальную команду.

### Тренерская карьера
С начала XXI века работал тренером, возглавлял команды высшего и второго дивизионов, но больших успехов не добивался.

### Смерть
Скончался 31 октября 2023 года.